# 白石裕
白石 裕（しらいし ゆたか、1941年（昭和16年）2月14日 - 2017年（平成29年）12月10日）は、日本の囲碁棋士。愛媛県出身、関山利一九段門下、関西棋院所属、九段。関西棋院第一位決定戦優勝、名人戦リーグ3期・本因坊戦リーグ3期など。詰碁創作を得意とする。娘の白石京子四段も囲碁棋士。

## 経歴
1953年に関山利一に入門。1956年入段。1961年五段。1973年九段。1976年名人戦リーグ入り、第1期棋聖戦九段戦優勝。1979年本因坊戦リーグ入り、日中囲碁交流日本代表団参加。1981年プロアマオープン戦優勝。1983年王座戦ベスト8。1985年碁聖戦ベスト8。1986年名人戦リーグでは4勝4敗ながら、同率4名のため決定戦で陥落。1988年第1回富士通杯に関西棋院代表として出場してベスト8進出。1991年碁聖戦ベスト4、天元戦ベスト8。1992年碁聖戦ベスト8。1993年関西棋院第一位決定戦優勝。
1988年の日中スーパー囲碁で日本代表選手に選ばれたが、日本が7-2で勝ったため出番無しだった。
門下に森野節男、山崎吉廣、村岡茂之、矢田直己、藤原克也、李楊、孫英世、佐藤彰、多富佳絵。
若手時代のあだなは「ブルちゃん」だった。
2017年12月10日午後1時48分、右上葉扁平上皮癌のため、大阪府摂津市の病院で死去した。76歳没。

### タイトル歴
- プロアマオープン戦 1981年
- 関西棋院第一位決定戦 1993年

### 他の棋歴
- 世界囲碁選手権富士通杯 ベスト8 1988年（○ユンホー・リム、×小林光一）
- 関西棋院第一位決定戦 準優勝 1965、83、87、89年
- 棋聖戦 九段戦優勝 1976、81年、最高棋士決定戦出場 76、81、84、87年
- 名人戦リーグ入り 1976、77、86年(4-4)
- 本因坊戦リーグ入り 1979、80、84年(2-5)
- 日中囲碁交流
  - 1979年 2-3-1
  - 1986年 0-2 邵震中